# Рохель, Антон
Антон Рохель (нем. Anton Rochel или венг. Rochel Anton, 18 июня 1770 — 12 марта 1847) — австрийский и венгерский ботаник, энтомолог и врач.

## Биография
Антон Рохель родился в городе Нойнкирхен 18 июня 1770 года.
После получения начального и среднего образования он изучал медицину на медицинском факультете в Вене, который окончил в 1792 году. После окончания учёбы Рохель работал сначала в качестве врача в австрийской армии, затем работал врачом в Моравии и в Венгрии. Позже он получил должность директора Ботанического сада в Будапеште, где работал до 1840 года.
Антон Рохель умер в Граце 12 марта 1847 года.

## Научная деятельность
Антон Рохель специализировался на семенных растениях.

## Некоторые публикации
- Rochel, A. 1821. Naturhistoriche Miscellen über den nordwestlichen Karpathen in Ober-Ungarn.

## Таксоны растений, названные в честь А. Рохеля
Род Rochelia Rchb. (1824) — Рохелия (семейство Бурачниковые)
Также в его честь названы виды растений, некоторые из них:
- Cytisus rochelii Wierzb. ex Griseb. & Schenk (1852) = Chamaecytisus rochelii (Wierzb. ex Griseb. & Schenk) Rothm.
- Hypericum rochelii Griseb. & Schenk (1852)
- Peucedanum rochelianum Heuff. (1858)